# 大名路 (元朝)
大名路，元朝的路。
元朝政府将大名府改置大名路，治所在大名县（今河北省大名县东），辖境比宋朝、金朝向西南迁移，下辖大名县（河北大名县）、魏县（河北魏县）、内黄县（河南省内黄县）、南乐县（河南南乐县）、清丰县（河南清丰县）、长垣县（河南长垣县）、东明县（山东省东明县）、清河县（河北清河县）、滑州白马县（河南滑县）、浚州（河南浚县）、开州濮阳县（河南濮阳市）。明朝洪武元年（1368年），恢复大名府。